# Ужвій Наталія Михайлівна

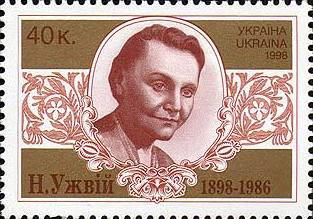
Іменна марка України з портретом Наталії Ужвій

Ната́лія Миха́йлівна Ужві́й (27 серпня (8 вересня) 1898 , Любомль, Любомльський повіт, Волинська губернія, Російська імперія  — 22 липня 1986 , Київ ) — українська радянська акторка театру і кіно. Лауреатка державної премії імені Тараса Шевченка (1984), народна артистка СРСР (1944), Герой соціалістичної праці (1974), лауреатка чотирьох Сталінських премій (1946, 1949, 1951).

## Біографія
Народилася 27 серпня [8 вересня] 1898 року в Любомлі, тепер Волинська область, Україна, у багатодітній селянській родині (старша з семи дітей). Сестра Ксеня (1902—1990) стала дружиною громадсько-політичного діяча Андрія Братуня, брати Євген, Назар і Михайло загинули в УРСР під час сталінського терору.
У 1899 р. батько став робітником на Привіславській залізниці. До 1912 р. родина жила у робітничому селищі Брудно (нині у складі Варшави). Там Наталія навчалась спершу у залізничному училищі, потім — у міському двокласному училищі. Згодом через матеріальні нестатки була вимушена залишити навчання. Працювала швачкою, знання продовжувала набувати самостійно. В 1914 р. екстерном склала іспити на звання сільської вчительки та розпочала вчительську діяльність.
Була у шлюбі (1926—1936) з поетом Михайлем Семенком. Народила сина Михайла (1927—1951), який теж писав вірші. Розлучилася 1936 року. Син залишився з матір'ю, навчався в Київському університеті на факультеті міжнародних відносин. Помер від менінгіту 13 грудня 1951 року. У 1936 році одружилася з українським актором Євгеном Пономаренком (1909—1994).
Померла в Києві, похована на Байковому кладовищі (ділянка № 7).

## Творчість
Брала участь в аматорському гуртку в місті Золотоноша (перша роль — у п'єсі Г. Запольської «Мораль пані Дульської»). На початку 1920 р. гурток було реорганізовано на пересувний театр у складі агітбригади при Наркомосі УСРР. Агітаційно-художня бригада театру виступала перед солдатами Червоної армії. У грудні 1921 р керівник Золотоніського відділу народної освіти І. Мойся (псевдонім — Іван Ле) направив Ужвій до Києва на інструкторсько-режисерські курси.
У 1922—1925 рр. навчалася в Драматичній студії при Першому державному драматичному театрі УРСР ім. Тараса Шевченка в Києві (наставник — І. Мар'яненко) і виступала на його сцені у допоміжній трупі. У 1925—1926 рр. працювала в Одеському Державному українському драматичному театрі В Одесі зіграла першу роль у кіно — Галі Домбровської у фільмі «ПКП». У 1926—1934 рр. — працювала у Харкові у «Березолі», далі в Харківському українському драматичному театрі ім. Т. Шевченка. Після закриття театру «Березіль», з 1936 р. — у Київському Державному Академічному Українському Драматичному Театрі ім. І. Франка.
Знялася в багатьох фільмах, авторка книги спогадів «Фильмы, друзья, годы» (М., 1977).
У 1954—1973 рр. очолювала Українське відділення Театрального товариства.
У роки війни Ужвій разом з театром перебувала в евакуації, спочатку в Тамбові, а згодом у Семипалатинську і Ташкенті. З концертними бригадами побувала на багатьох фронтах, виступаючи і на передових позиціях, і в санчастинах, і в ар'єргардних військах.
Влітку 1943 року знімається у кінофільмі Райдуга (за однойменною повістю В. Василевської), що приніс їй славу. У повоєнні роки акторка плідно працює над образами своїх сучасниць у п'єсах О. Корнійчука, А. Якобсона, О. Васильєва, В. Собка.
Про особливості власної творчої лабораторії Ужвій писала: «Образ може бути лише тоді щирим і переконливим, коли актор, творець його, поріднився з ним, злився, „увібрав“ його в себе і всіма своїми почуттями і поведінкою втілився в образ». «Не вважайте ніколи свою роботу завершеною. Ніколи не заспокоюйтесь на тому, що вже досягнуто. Де настає спокій — там кінець творчості і мистецтву».
Роль Шевченкової Катерини, за спогадами, навіть увижалася їй, і дала можливість здійснити мрію, утіливши улюблений образ по-особливому для всіх і назавжди. Скульптурний портрет героїні Ужвій увічнив скульптор Матвій Манізер, для якого вона позувала. «Моя участь у роботі по створенню пам'ятника — значний етап мого творчого зростання. З радістю віддала все своє вміння і майстерність на створення образу Катерини. У цьому образі мені хотілося відобразити безвихідну долю жінки кріпосної України. Прагнучи повніше втілити образ Катерини, я жила нею». Пам'ятник Шевченку в Харкові є одним з найцікавіших у творчому вирішенні.

## Репетуар
У репертуарі Ужвій близько 213 ролей у театрі і 20 в кінофільмах. Найкращі з них:
- Фруманс («Золоте черево» Ф. Кроммелінка, 1926),
- Маґельон («Король бавиться» В. Гюґо, 1927),
- Джулія («Змова Фієско…» Ф. Шіллера, 1928),
- Тьотя Мотя («Мина Мазайло» М. Куліша, 1929),
- Череда («Кадри» І. Микитенка, 1931),
- Тугіна («Остання жертва» О. Островського, 1939),
- Беатріче («Багато галасу даремно» В. Шекспіра, 1940) та ін.

Пізніше — в ролях героїнь майже в усіх драмах О. Корнійчука, О. Левади, М. Зарудного й інших радянських драматургів.
У кіно:
- Ярина («Тарас Шевченко», 1951),
- Марина («Тарас Трясило», 1927),
- Настя («Прометей», 1936),
- Анна («Украдене щастя», 1952),
- Марія («Земля», 1954, за однойменною повістю О. Кобилянської) та ін.

Померла 22 липня 1986 року. Похована на Байковому кладовищі (ділянка № 7) в Києві.

## Фільмографія
- 1925 — «П. К. П.»
- 1927 — «Тарас Трясило»
- 1935 — Прометей
- 1936 — Я люблю
- 1937 — «Назар Стодоля», Стеха
- 1938 — Митька Лелюк
- 1938 — Виборзька сторона
- 1938 — Кармелюк — Оляна
- 1940 — Травнева ніч
- 1943 — Райдуга — Олена Костюк
- 1943 — Партизани в степах України
- 1951 — Тарас Шевченко
- 1952 — Украдене щастя — Анна
- 1953 — Калиновий гай
- 1956 — Земля — Марія
- 1956 — 300 років тому… — Варвара
- 1956 — Полум'я гніву
- 1956 — Безвісти зниклий
- 1961 — Українська рапсодія
- 1971 — Співай пісню, поете...

## Нагороди
- Лауреатка Сталінських премій:
  - 1946 — за роль Олени Костюк у фільмі «Райдуга»
  - 1949 — за театральну роботу
  - 1951 — за театральну роботу
- 1974 — Герой Соціалістичної праці
- 1984 — Лауреатка Державної премії Української РСР ім. Т. Г. Шевченка — за театральну роботу
- 1944 — Народний артист СРСР

## Пам'ять
- Меморіальну дошку встановлено а будинку по вул. Архітектора Городецького, 17 у Києві, де акторка мешкала в останні роки.[4]
- Іменем Наталії Ужвій названо Будинок ветеранів сцени Спілки театральних діячів у Пущі-Водиці.
- У містах України є вулиця Наталії Ужвій.
- Названо пасажирський теплохід в Київському річковому порту[7].
- У 1998 році Укрпошта випустила марку «Наталія Ужвій».
- Національний банк України, продовжуючи серію «Видатні особистості України», 9 вересня 2008 р. ввів у обіг ювілейну монету «Наталія Ужвій» номіналом 2 грн., що виготовлена з нейзильберу, масою 12,8 м, діаметром 31 мм.[8]
- В журналі «Перець» № 23 за 1973 р. розміщено дружній шарж А. Арутюнянца з нагоди присвоєння Н. Ужвій звання Герой Соціалістичної Праці.[9]
- У 1957 році на Київській кіностудії імені О. П. Довженка Сергій Параджанов зняв короткометражний документальний фільм «Наталія Ужвій».
- У Харкові Наталія Ужвій була залучена до створення скульптурної групи пам'ятника Тарасові Шевченку (образ Катерини)

## Галерея

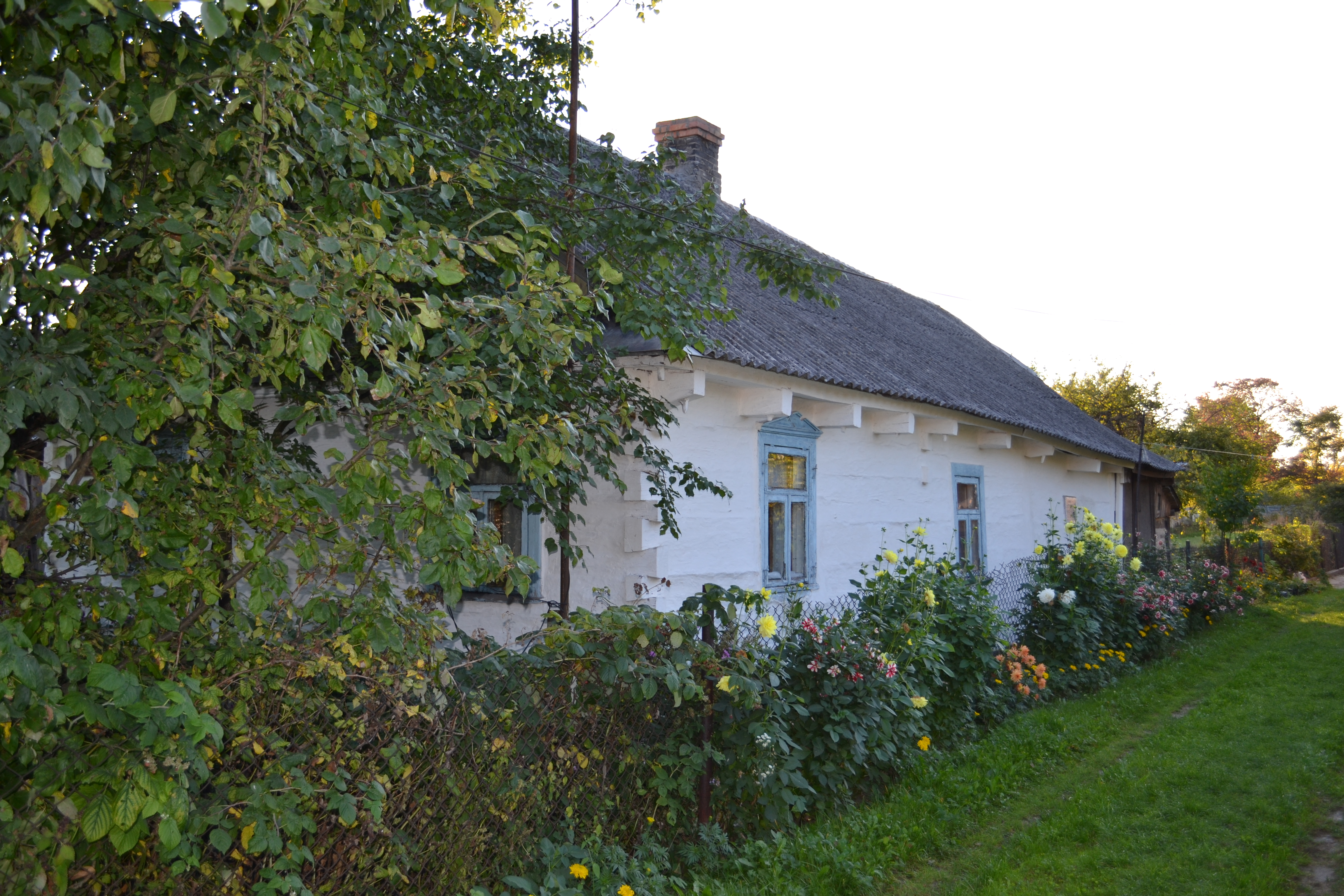
Будинок у Любомлі, в якому 1898 року народилась Ужвій Наталія Михайлівна (зруйнований 2015 року)
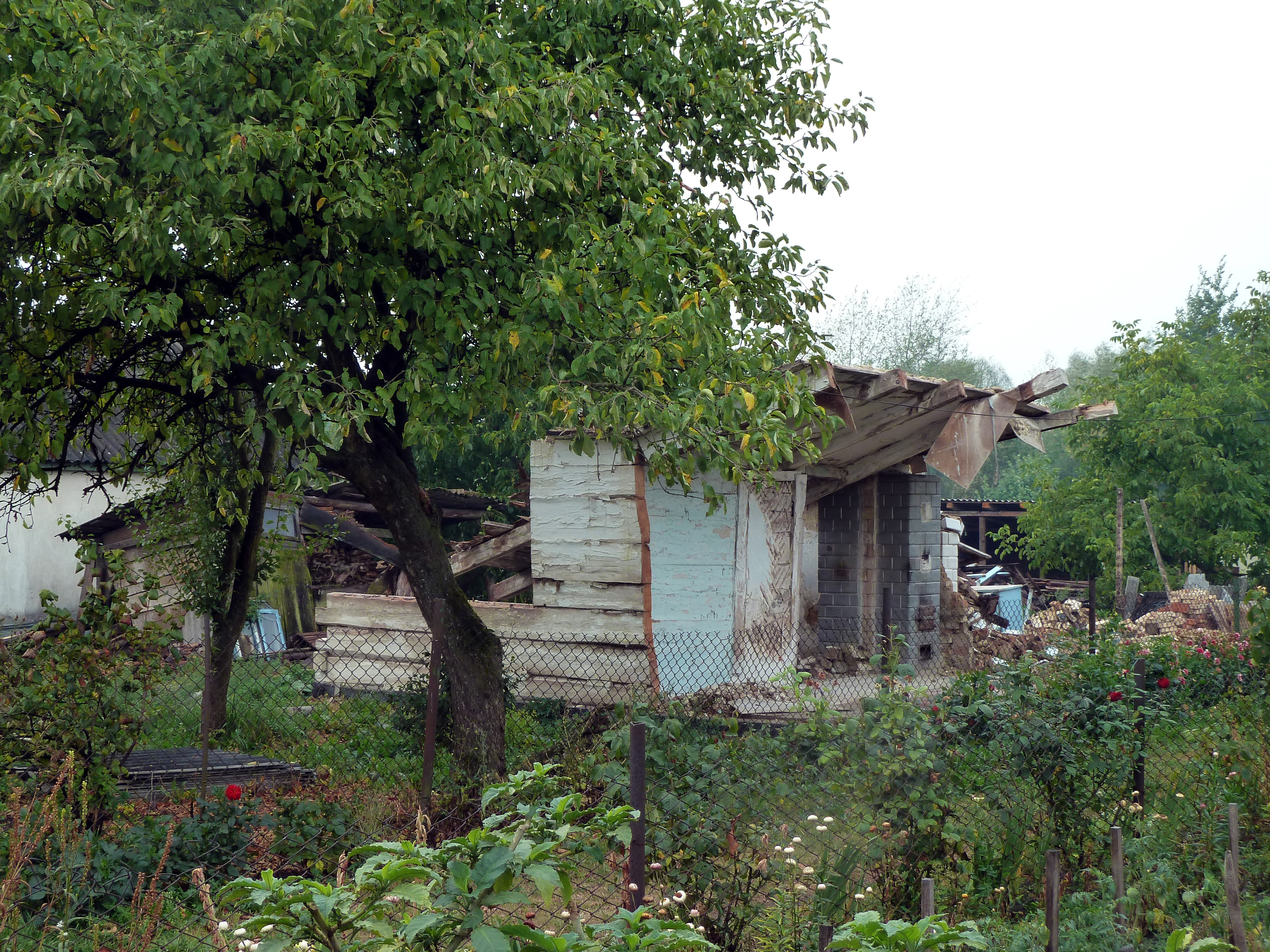
Руїни будинку Ужвій в Любомлі (2015)
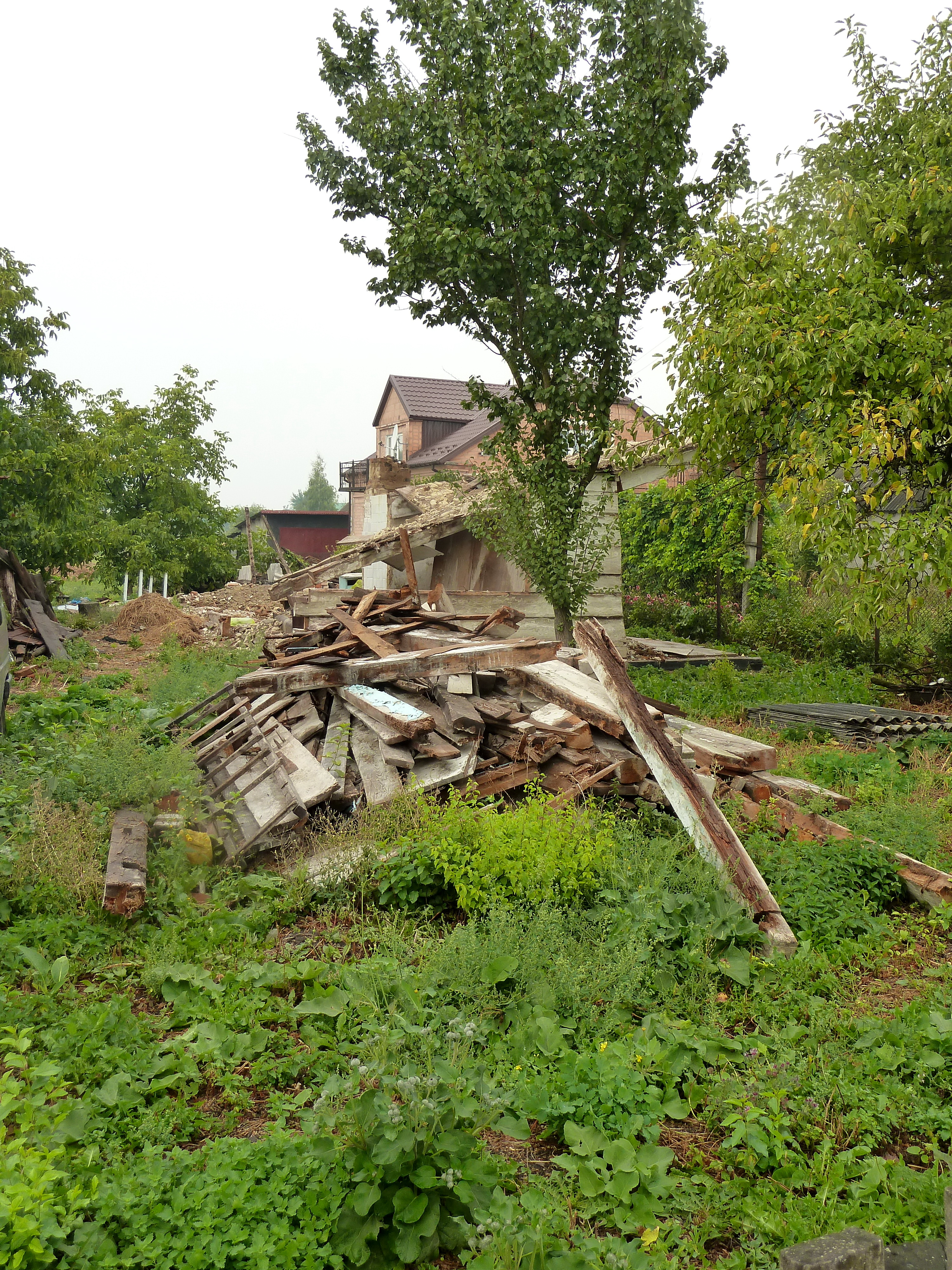
Руїни будинку родини Ужвій в Любомлі (2015)
Надгробок Наталії Ужвій на Байковому цвинтарі в Києві
Меморіальна дошка Наталії Ужвій у Києві
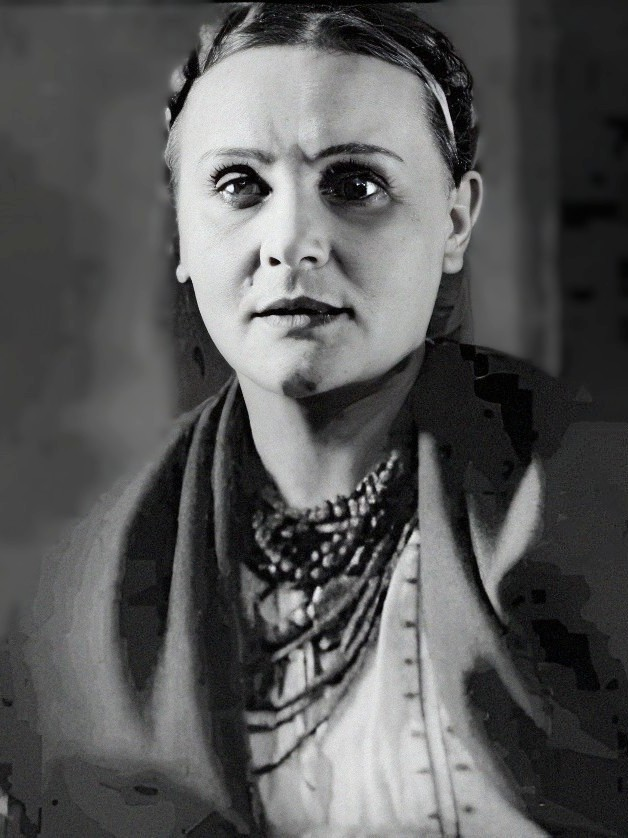
Н. Ужвій в ролі Оляни у фільмі "Кармелюк" 1938 р.
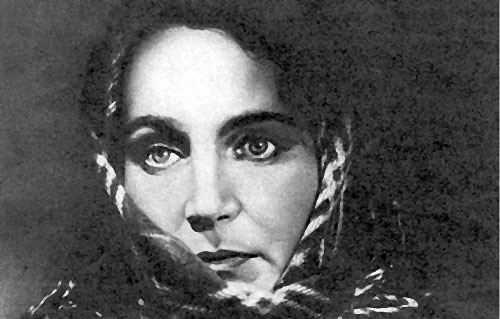
Н. Ужвій у фільмі "Райдуга" 1943 р.